# Niels Rasch Egede
Niels Rasch Egede (født 1710, død 31. august 1782) var en norskfødt købmand og missionær på Grønland.
Han blev født i Vågan som søn af Hans Egede og Gertrud Rasch, og var broder til Poul Egede. Familien flyttede til Grønland i 1721. I 1746 han giftede han sig med Elisabeth Eleonore Brun.
Fra 1731 drev han handelsvirksomhed på Grønland, først i Godthåb og Christianshåb. Han grundlagde kolonierne Egedesminde i 1759, og Holsteinborg i 1764. Han deltog også i det dansk-norske missionsarbejdet på Grønland. Han døde i København i 1782.
1721 kom han med forældrene til Grønland, lærte hurtigt sproget og var vellidt af den oprindelige befolkning. Han blev sammen med broderen Poul benyttet i faderens missionsarbejde som tolk og medhjælper, men deltog også i handelsrejserne. 1726 krakkede det bergensiske selskab, og da kong Frederik 4. var død i 1730, kom der året efter besked fra Danmark om at opgive missionen. Hans Egede og hans familie blev dog i Grønland sammen med 10 matroser, som Hans Egede havde fået lov at beholde af den kommanderende officer. Det næste år havde Grev Zinzendorf fået overbevist den pietistisk interesserede nye konge, Christian 6. om, at missionen skulle fortsættes. Det var vigtigt for Hans Egede at vise kongen at handelen med de indfødte kunne lønne sig, og dermed at kunne vinde kongen for værkets fortsættelse. Det lykkedes Niels Rasch Egede at drive handelsvirksomheden så godt at der kunne hjemsendes en større ladning grønlandske produkter end hidtil. Da handelsmonopolet 1734 overdroges Jacob Severin, ansatte han Niels Egede som købmand og bogholder i Godthåb. Det på grund af koppeepidemien 1733 raserede og ødelagt distrikt han nu skulle drive handel i, selvom han ofte var på besværlige handelsrejser lykkedes det ham ikke i den korte tid han bestyrede handelen at få den til at give overskud. Da moderen var død 1735 og faderen rejste hjem 1736 fulgte han med. 1738 tog han tilbage til Grønland, først to år i Godthåb og derefter tre år i Christianshåb (anlagt 1734) hvor det lykkedes ham at få fremgang i handelen og i sit virke som missionær.
På grund af sygdom rejste han hjem og blev 1745 vejer og måler samt postmester i Kristiansund, men ombyttede allerede samme år denne tjeneste med embedet som vejer, måler og vrager (kontrollør) i Ålborg.
1759 blev han beskikket til at oprette en ny koloni nord for Nordre Strømfjord, som fik navnet "Egedesminde" efter hans far, men blev 1763 flyttet nordpå til sin nuværende plads. 1763 flyttedes kolonien til Egedesminde, det nuværende Aasiaat, men allerede før anlæggelsen af kolonien havde området været beboet længe. Imidlertid var Niels Egede blevet købmand ved Sydbay på øen Ukiivik. 1764 flyttede han handelen til Holsteinsborg, det nuværende Sisimiut som under hans ledelse oplevede en rig handels- og hvalfangstperiode. Han støttede også de skiftende missionærer og deltog selv en lang årrække i missionsarbejdet. 1776 blev han afløst som købmand af sin søn, Jørgen Frederik Egede. (1748-1807), men udnævntes samme år til forvalter over materialer og inventar samt inspektør ved hvalfangsten. 1781 tog han omsider endelig afsked af tjenesten, men forlod først Grønland i 1782 og døde kort efter hjemkomsten.